# Globba insectifera
Globba insectifera är en enhjärtbladig växtart som beskrevs av Henry Nicholas Ridley. Globba insectifera ingår i släktet Globba och familjen Zingiberaceae.
Artens utbredningsområde är Burma. Inga underarter finns listade i Catalogue of Life.